# Cat Power
Charlyn „Chan” Marshall (művésznevén Cat Power) (Atlanta, Georgia, 1972. január 21. –) amerikai énekesnő és dalszerző. Híres minimalista stílusáról, ritka gitár- és zongorajátékairól, valamint könnyed vokáljáról. Cat Power, polgári nevén Charlyn Marie Marshall, Chan Marshall-ként is ismert, egy US-amerikai dalszerző, műfaját Alternatív Country-ként határozzák meg. Egyedül lép fel, vagy váltogatott kísérő zenészekkel a művésznevei alatt.

## Biográfia
Marshall különélő hippi szülők gyerekeként nőtt fel az USA déli részén. Az apja szintén zenész volt, mégsem értett egyet lánya zenészi ambícióival. Marschall ott hagyta a középiskolát befejezés nélkül. A zenekarát, a Cat Power-t először Atlantában fedezték fel, Glen Thrasher-rel és Mark Moore-ral. Utána átköltözött New Yorkba. Amikor 1994-ben Liz Phair előzenekaraként játszott, ismerte meg  Steve Shelley-t Sonic Youth-ból és Tim Foljahn-t Two Dollar Guitar-ból. Ők bátorították az első két albuma a Dear Sir (1995) és Myra Lee (1996) felvételére, és játszására. 1996-ban szerződést kapott a "Matador"-nál, ahol a harmadik albuma a What Would the Community Think megjelent, amin többek közt a "Nude As The News" dal és videó található.
Az 1998-as album a Moon Pix Ausztráliában lett felvéve. Ezen többek közt Mick Turner és Jim White a Dirty Three-ből hallhatók kísérő zenészként. Ezzel az albummal, és a Cross Bones Style dallal rögzítette kultúrstátuszát a kritikusoknál, és a rajongóknál. Ebben az évben többé vagy kevésbé állandóan világkörüli turnén volt, ahol többnyire kisebb, de gyakran telt házas klubokban játszott. Így a Moon Pix turnén saját dalaival jött ki, és 2000-ben megjelentette a The Covers Record albumot, amit más előadók dalaiból válogatott, és átdolgozott (Coversongs), és csak egy saját darabja volt hallható. A felvételek az előző két év különböző szesszióiból eredtek. Saját új anyagot csak 2003-ban hozott nyilvánosságra a You are free-t. Itt többek közt Eddie Vedder, Dave Grohl és Warren Ellis a Dirty Three-ből voltak a vendégzenészek. Inspirációként adta az albumnak Marshall a Good Will Hunting (1997) filmet Gus Van Sant-tól.
2004-ben jelent meg a Speaking for Trees DVD. Ez majdnem két óra filmanyagot tartalmaz, amin Marshall vad zeneiséget mutat. Az ehhez tartozó CD többek közt tartalmaz egy tizennyolc perces dalt, a "Willie Deadwilder" tartalmazta, amin a művésznőt M. Ward gitáron kísérte. 2005. június 22-én Marshall Londonban, a Patti Smith által kurátort Meltdown fesztiválon lépett fel.
A The Greatest album 2006. január 20.-án jelent meg. Más, mint amit a cím sejtett, itt nem egy "Best of"-ról, hanem egy új stúdióalbumról van szó. Chan Marshall a felvételeket Memphis-ben adta ki, és többek közt az örökzöld gitáros Teenie Hodges-t vette bele a felvétel produkciójába. Az album – másként mint azt az ő gyakorta sivár elődjei tették – nagyszerűen lett instrumentálva. A zongora és a gitár mellett sok dalban fúvósok, szaxofon, zenekar, vagy country-hangszerek lettek megszólaltatva.
2006-ban adta Marshall köztudomásra, hogy alkoholfogyasztása és lelki problémái miatt többször állt klinikai kezelés alatt. Ez is volt az oka annak, hogy lemondta a tervezett USA turnét, amin a "The Greatest" albumot ismertette volna meg. Mégis visszatért még ugyanabban az évben több fesztiválfellépéssel US-amerikai színpadokon, és a 2007-es év elején keresztül turnézta Nyugat-Európát.
A 2006/2007-es években a Wong-Kar-Wai-jal a "My Blueberry Nights" (A távolság íze) filmen dolgozott. Ő szállított zenét a Soundtrack-nek (Living Proof és The Greatest dalait az azonos nevű albumról), és színésznőként közreműködött.
A 2008-ban nyilvánosságra hozott album, a Jukebox a Metal Heart-tal és Song to Bobby-val két Chan Marshall kompozíciót tartalmazott, a további tizenegy dal olyan dalok egyedi és érdekes átdolgozása, mint pl. New York (Frank Sinatra), I belive in You (Bob Dylan), Blue (Joni Mitchell) és  Ramblin' Woman (Hank Williams).

## Stílusa
Marshall zenéje minimalista, takarékos gitár- és zongorahangokkal kíséri magát, gyakran támogatják hegedűk, ütősök, vagy más hangszerek. Az éneke a déli államok éteri folk, blues és country tradícióját követi, elragadó és törékeny.
Ápolgatja a dalai prezentációján, különösen élőben a törékenység imázsát (amit az interjúkban még vehemensen vissza is utasít) és a lelki elragadtatását. Mindazonáltal rávilágít más zenészek (mint például az ő idolja Mary J. Blige), és más zenei műfajok (pl. soul és R&B) csodálatára erős egyéni kifejezéssel. Személyes dalokat is gyakran énekel a publikum körében. Néhány koncert nagy fázisú improvizációs zenét tartalmaz.

## Közös munka más zenészekkel
Marshall 2004-es albumán, White People-ön a Handsome Boy Modeling School hallható, Howe Gelb a Giant Sand-tól, az ő mellékes projektjén a The Band of Blacky Ranchette-n úgyszintén együtt dolgozott vele. Továbbá a The Flaming Lips-Dokumentációban a The Fearless Freaks-ben látható. A "V mint vérbosszú" filmben úgyszintén hallható, még a film Soundtrack-jére is felkerült az "I found a reason" dallal. Hozzá tartozik a "Werewolf" dala a You Are Free albumról, Pedro Almodóvar spanyol rendező "Megtört ölelések" filmjéhez tartozó Soundtrack-jéről.

## Diszkográfia

### Albumok
- Dear Sir CD/LP(10") (1995, Runt Records)
  - (újra kiadva CD/LP(12") 2001, Plain recordings)
- Myra Lee (1996, Smells Like Records)
- What Would the Community Think (1996, Matador Records)
- Moon Pix (1998, Matador Records)
- The Covers Record (2000, Matador Records)
- You Are Free (2003, Matador Records) US #105, UK #157
- The Greatest (2006, Matador Records) US #34, UK #45, CAN #63, AUS #26